# Rolando Pierucci
Rolando Oscar Pierucci Torresi (nacido en Arteaga el 21 de mayo de 1948) es un exfutbolista argentino. Se desempeñaba como defensor y debutó profesionalmente en Rosario Central. Es tío del también exfutbolista Fernando Pierucci.

## Carrera
Tuvo su debut en Primera División en el cotejo en que Rosario Central enfrentó a Platense el 30 de mayo de 1970, válido por la 13.ª fecha del Metropolitano y que finalizó 0-0. El cargo de entrenador en el canalla estaba ocupado en forma interina por Carlos Cancela. Tuvo participación ese mismo año en la Copa Argentina y en el Nacional, en el cual el equipo centralista logró el subcampeonato de la mano de Ángel Tulio Zof. Su último torneo en la Academia fue el Metropolitano 1971, siendo este certamen en el que mayor cantidad de partidos jugó. Acumuló al dejar Central 22 presencias en el primer equipo del club de Arroyito.
Cruzó de vereda ese mismo año al firmar en Newell's Old Boys, siendo al día de hoy el último futbolista en pasar directamente de uno al otro de estos sempiternos rivales; jugó 6 partidos.
A mediado de los años 1970 emigró al fútbol mexicano; primeramente vistió la casaca de los Diablos Blancos de Torreón, en la temporada 1973-74, última de este club, sumando 35 presencias. En 1975 firmó para otro equipo de la misma ciudad, el Club de Fútbol Laguna. Jugó para la Ola Verde hasta 1977 un total de 36 encuentros. Finalmente, disputó 22 partidos en el Campeonato de Primera División 1977-78 para Puebla. De regreso a Argentina, jugó en Huracán durante el Nacional 1978; vistió esta camiseta en forma oficial en dos ocasiones.

## Clubes
| Club              | País      | Año       |
| ----------------- | --------- | --------- |
| Rosario Central   | Argentina | 1970-1971 |
| Newell's Old Boys | Argentina | 1971-1973 |
| Torreón           | México    | 1973-1974 |
| Laguna            | México    | 1975-1977 |
| Puebla            | México    | 1977-1978 |
| Huracán           | Argentina | 1978      |